# Locatelli (famiglia)
I Locatelli sono stati una famiglia bergamasca di pittori e scultori che dal XIX secolo fu attiva in ambito cittadino.

## Biografia
La famiglia di artisti aveva aperto un laboratorio in via Broseta conosciuto come la  Bottega Locatelli, raggiungendo negli anni, il numero di ben nove personaggi dediti all'arte, e grazie a Romualdo, divenne famosa in tutto il mondo. Molte opere dei diversi artisti della famiglia sono conservate nei migliori musei.
La capacità di trasmettere l'attività artistica alle generazioni più giovani fu ritenuta da Trento Longaretti: una cultura artistica bergamasca dell'Ottocento e del Novecento che è ancora tutta da studiare e da approfondire, creando quello che fu chiamato caso Locatelli. Nel 2013 la città di Bergamo pose una targa commemorativa in via Broseta al civico 36, dove Giuseppe detto Steenì nacque e aprì il suo laboratorio.

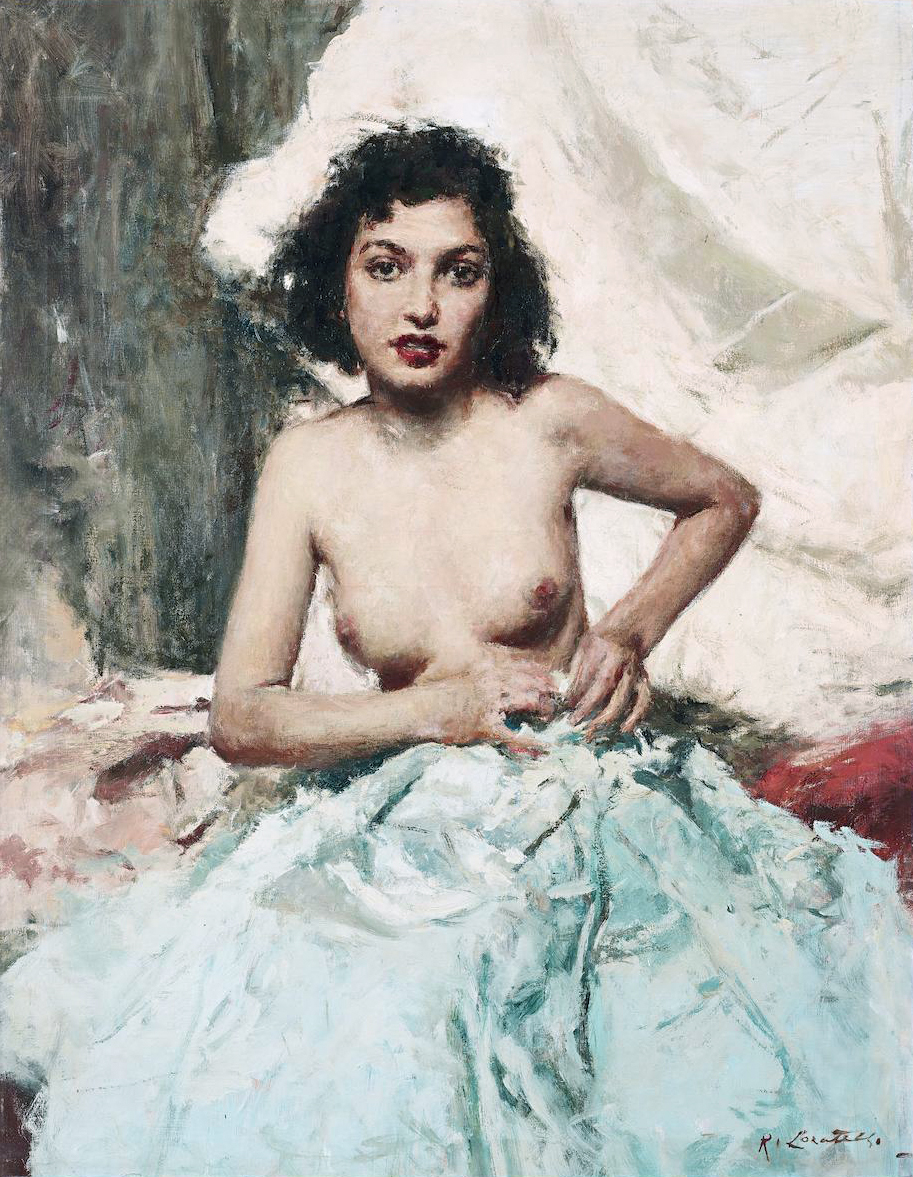
Awakening - Romualdo Locatelli

- La dinastia della bottega Giuseppe Locatelli detto Steenì (...-1917) affrescatore e doratore[2]
- Ramo della famiglia di Luigi 
  - Luigi Locatelli detto Steni II pittore (1883-1928)
  - Romualdo Locatelli pittore (1905-1943)
  - Raffaello Locatelli pittore (1915-1984)
  - Stefano Locatelli scultore (1920-1989)
- Ramo della famiglia di Giovan Battista
  - Giovanni Battista Locatelli (1884-1923)
  - Luigi Locatelli II detto Bigi pittore (1904-1983)
  - Ferruccio Locatelli pittore (1906-1966)
  - Orfeo Locatelli pittore (1919-2000)

## Personaggi

### Giuseppe LocatelliSteenì
Fu il capostipite della famiglia che dedicatosi alla pittura aprì la bottega in via Broseta a Bergamo, esercitando l'attività di affrescatore e doratore, avviando fin dalla giovane età i suoi due figli Giovan Battista e Luigi all'attività di famiglia, attività che diede ai giovani pittori una grande cultura artistica che spaziava dalle linee rinascimentali veneziane e gotiche unite a un antico mediovalismo e arricchite da decorazioni settecentesche, seguendo le volontà delle diverse commissioni ecclesiastiche. I due fratelli si divisero formando i due nuovi rami dando il via così alla terza generazione, quella che darà maggior notorietà tanto che fu definita il caso Locatelli dal critico d'arte Flaminio Gualdoni.

### Luigi Locatelli dettoSteenì II
Primo figlio di Giuseppe, seguì presto il padre dei lavori di affrescatura delle volte delle chiese bergamasche. Luigi sarà il primo a dare un vero segno della propria capacità artistica lavorando intensamente in molte chiese. La prima commissione fu del 1914 per la chiesa San Giovanni dei Boschi a Scanzorosciate dando frutto agli studi presso la Scuola d'arte applicata Andrea Fantoni. I suoi figli lo seguivano presto sulle impalcature purtroppo proprio durante un lavoro parietale, a causa della precarietà di una impalcatura ebbe un grave infortunio. 

### Romualdo Locatelli
Figlio di Luigi detto Steenì II, fu sicuramente il più famoso della bottega Locatelli, iniziò i suoi studi presso la Scuola d'arte applicata Andrea Fantoni, e poi presso l'Accademia Carrara avendo come maestro Ponziano Loverini. Dopo l'infortunio paterno decise di abbandonare il lavoro di affrescatore dedicandosi alla pittura su tela, fu proprio il dipinto dedicato al padre Dolore che lo portò alla ribalta della critica. Viaggerà molto alla ricerca di sempre nuove conoscenze fino a terminare fino a trasferirsi a Bali dove morirà presumibilmente nel 1943. Nel 2019 Vittorio Sgarbi ha inserito un capitolo dedicato all'artista nel suo libro Novecento, dedicato agli artisti del XX secolo.

### Raffaello Locatelli
Secondo figlio di Luigi detto Stennì II e di dieci anni più giovane di Romualdo seguì le orme paterne formandosi all'Accademia Carrara e ottenendo riconoscimenti ufficiali fin dalla giovane età. I suoi dipinti sono conservati nei migliori musei europei nonché in collezioni private. Nel 1953 il notiziario romano  Arte di Roma gli dedicherà un articolo a firma di Nino Martini che lo definirà: [...] uno dei più quotati artisti di Bergamo, non tanto per la costante partecipazione alle più importanti manifestazioni d'arte succedutesi in questi ultimi anni o per gli importanti premi conseguiti, ma perché per emergere non ha avuto bisogno di sventolare la bandiera di qualche nuovo credo artistico, né farsi scudo come tanti della tradizione.

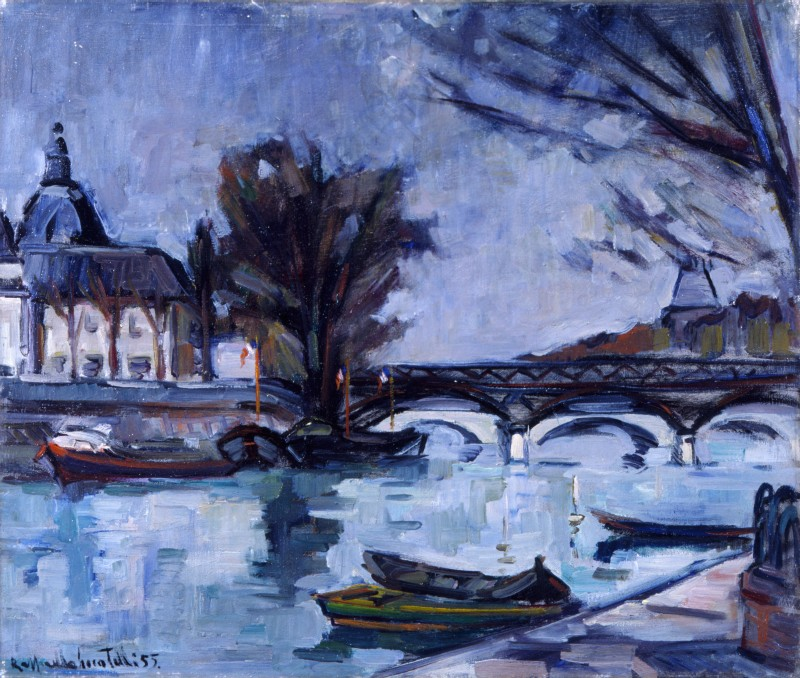
Artgate Fondazione Cariplo - Locatelli Raffaello, Parigi - Pont des Arts

### Stefano Locatelli
Terzogenito di Luigi studiò alla bottega del padre con i fratelli e in Accademia Carrara dove incontrò lo scultore che lo indirizzò verso la scultura esponendo già a quindi anni alla Mostra Sindacale di Bergamo, vincendo due anni dopo premio Antonio Locatelli. Sua è la statua di papa Giovanni XXIII esposta nel seminario vescovile di Bergamo realizzata nel 1967.

### Giovanni Battista Locatelli
Secondo figlio di Giuseppe lavorò con il padre nella bottega di via Broseta seguendolo nei lavori di doratura e affrescatura dando origine al secondo ramo della famiglia di artisti.

### Luigi Locatelli detto Bigi
Primo figlio di Giovanni Battista frequentò con il cugino Romualdo i corsi presso l'Accademia Carrara tenuti da Ponziano Loverini. Trasferitosi a Parigi con il fratello Ferruccio e lo scultore Giacomo Manzù dovette poi fare ritorno in Italia non trovando l'ambiente parigino ispiratore alla sua arte.

### Ferruccio Locatelli
Figlio di Giovanni Battista seguì il padre e il fratello dell'attività di famiglia, esponendo già nel 1929 alcuni suoi lavori. Si trasferì con il fratello a Parigi, facendo poi ritorno in Italia, prima a Milano, poi a Roma tornando nella sua terra bergamasca definitivamente.

### Orfeo Locatelli
Figlio di Giovanni intraprese i suoi studi presso l'Accademia Carrara nel 1936 con il professore Contardo Barbieri terminando gli studi due anni dopo. Durante la seconda gerra mondiale sospese la sua attività artistica riprendendola poi insegnando in mote scuole del territorio bergamasco. Numerosi sono i suoi paesaggi dipinti a olio, tema che prediligeva.